# Bombardeio israelense contra embaixada iraniana em Damasco
Em 1º de abril de 2024, um ataque aéreo de Israel destruiu o prédio anexo do consulado iraniano adjacente à embaixada iraniana em Damasco, na Síria, matando 16 pessoas, incluindo um comandante sênior da Força Quds do Exército dos Guardiães da Revolução Islâmica (popularmente chamado de Guarda Revolucionária Iraniana), o brigadeiro-general Mohammad Reza Zahedi e sete outros oficiais. Dois civis foram mortos no ataque.
O ataque aéreo ocorreu durante um período de elevada tensão entre Israel e o Irã, e em meio à guerra Israel-Hamas e ao conflito Israel-Hezbollah.
Em 13 de abril de 2024, o Irã retaliou o ataque com ataques aéreos contra Israel.

## Contexto
Desde 2013, o Irã mantém a presença das suas tropas na Síria em resposta à Guerra Civil Síria, uma vez que a Síria é um aliado iraniano crucial. Além disso, tem estado envolvido no treino e no financiamento de forças paramilitares do Hezbollah, juntamente com milícias estrangeiras do Iraque e do Afeganistão, não só na Síria, mas também no vizinho Líbano. Desde a eclosão da Guerra Civil Síria em 2011, Israel conduziu centenas de ataques aéreos contra ativos do Hezbollah no país.
Com o início da Guerra Israel-Hamas em outubro de 2023, Israel aumentou a intensidade dos ataques à Síria. De 12 a 22 de outubro de 2023, Israel lançou pelo menos três ataques a aeroportos na Síria, particularmente em Damasco e Alepo. Notavelmente, Israel executou Razi Mousavi, um importante general iraniano, na capital síria, Damasco, em 25 de dezembro de 2023, e do Brigadeiro-General Sadegh Omidzadeh, um oficial de inteligência da Força Quds, em 20 de janeiro de 2024.

## Ataque
Em 1 de abril de 2024, o edifício anexo do consulado iraniano, adjacente à embaixada iraniana em Damasco, foi destruído por um ataque aéreo israelense. O embaixador iraniano Hossein Akbari alegou que o edifício do consulado “foi alvo de seis mísseis de aviões de guerra israelenses F-35”.
O suposto alvo principal do ataque foi o comandante da Força Quds, Brigadeiro-General Mohammad Reza Zahedi, que foi morto no ataque. Segundo o jornal britânico The Guardian, Zahedi era uma figura crítica na relação entre o Irã e o Hezbollah. O jornal estadunidense The New York Times informou que uma fonte anônima da Guarda Revolucionária disse que o ataque teve como alvo uma reunião entre funcionários da inteligência iraniana e militantes palestinos, incluindo líderes da Jihad Islâmica Palestina, que estavam discutindo a guerra em Gaza.
Imagens e fotos da área do consulado após o ataque mostraram grandes danos, fogo e fumaça. A mídia iraniana informou que o prédio foi completamente destruído e que o embaixador e sua família, que estavam alojados na embaixada ao lado, saíram ilesos.
O edifício da embaixada canadense, do outro lado do edifício consular, também foi danificado no ataque, com pelo menos algumas das suas janelas destruídas. A embaixada está fechada desde 2012 por causa da guerra civil na Síria, embora ainda seja propriedade do governo canadense. 

## Vítimas
Dezesseis foram mortos no total, incluindo sete soldados da Guarda Revolucionária, cinco milicianos apoiados pelo Irã, um combatente do Hezbollah, um conselheiro iraniano e dois civis.
Além de Zahedi, as vítimas incluíram o vice-brigadeiro-general de Zahedi, Mohammad Hadi Haji Rahimi, e cinco oficiais iranianos: Hossein Aman Elahi, Sayid Mehdi Jalalati, Ali Agha Babaei, Sayid Ali Salehi Roozbahani e Mohsen Sedaghat. Zahedi foi o oficial mais graduado da Guarda Revolucionária a ser morto desde o assassinato de Qasem Soleimani pelos Estados Unidos em janeiro de 2020.

## Consequências

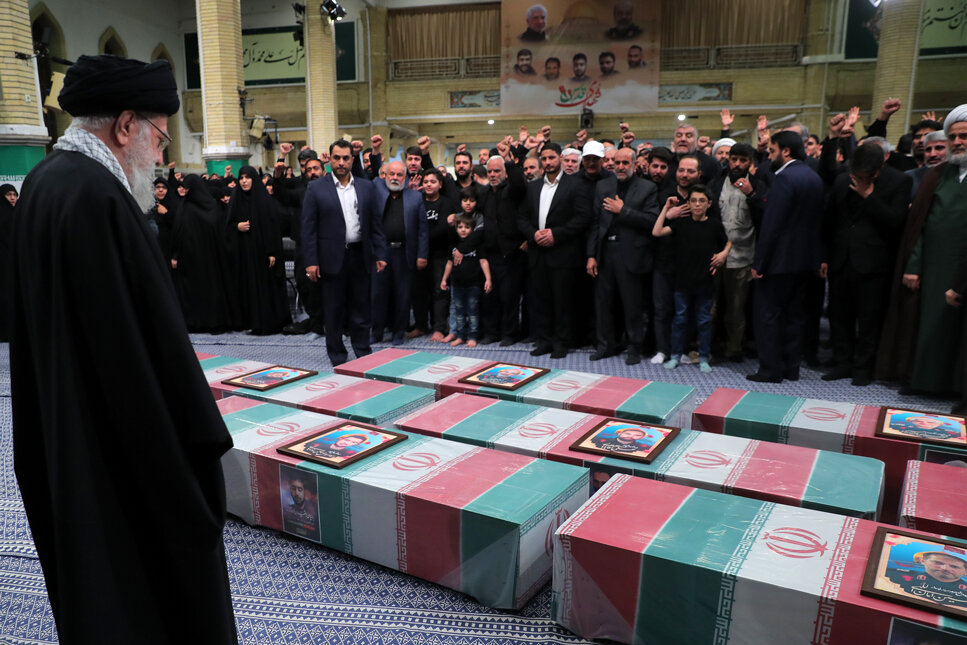
Ali Khamenei liderando o funeral dos soldados mortos em 4 de abril

Em várias cidades do Irã, incluindo a capital, Teerã, bem como Tabriz e Isfahan, grandes multidões de manifestantes reuniram-se agitando bandeiras palestinas e iranianas e exigindo vingança.
Sete embaixadas israelenses foram evacuadas em resposta à ameaça potencial de um ataque retaliatório iraniano, depois que o Irã culpou publicamente Israel e prometeu retaliação. As Forças de Defesa de Israel implantaram sistemas de interferência de GPS em Tel Aviv para proteger contra potenciais ataques aéreos do Irã. A inteligência estadunidense previu um ataque significativo a ativos dos Estados Unidos ou de Israel já na semana de 8 a 12 de abril.

## Resposta
Em 5 de abril, o Irã disse aos Estados Unidos para “se afastarem” enquanto se preparavam para a retaliação contra Israel. No dia 13 de abril, a Marinha da Guarda Revolucionária Iraniana embarcou no navio porta-contentores de bandeira portuguesa 'MSC Aries' no Estreito de Ormuz através de um helicóptero. O navio foi redirecionado para território iraniano. O MSC Aries é parcialmente propriedade do empresário israelense Eyal Ofer e operado por sua empresa, a Zodiac Maritime.
Mais tarde, em 13 de abril de 2024, os militares iranianos lançaram centenas de drones e dispararam mísseis balísticos contra Israel. Vários países evacuaram as embaixadas de Teerã e cortaram os voos das suas companhias aéreas.

## Legalidade
As instalações diplomáticas, assim como casas e escolas, são consideradas “objetos civis” ao abrigo do direito internacional e não são permitidos como alvos, a menos que sejam utilizados para fins militares. Os edifícios diplomáticos têm direito a proteções adicionais contra ataques ou outras interferências por parte do país anfitrião ao abrigo do direito consuetudinário internacional, codificado na Convenção de Viena de 1961 sobre Relações Diplomáticas e na Convenção sobre Relações Consulares de 1963.
 

De acordo com Aurel Sari, professor de direito internacional na Universidade de Exeter, no Reino Unido:
Um ataque aéreo israelense realizado na Síria sem o seu consentimento seria uma violação do Artigo 2(4) da Carta das Nações Unidas, que proíbe um Estado de usar a força contra a integridade territorial ou a independência política de qualquer outro Estado... A menos que Israel fosse capaz de justificar qualquer ataque aéreo como um ato de autodefesa, seria uma violação do direito internacional.